# 北四家子乡 (朝阳县)
北四家子乡，是中华人民共和国辽宁省朝阳市朝阳县下辖的一个乡镇级行政单位。

## 行政区划
北四家子乡下辖以下地区：
北四家子村、谢杖子村、唐杖子村、文户沟村、南台子村、和平村、西山村、马腰营子村、五花吐村和毛秦营子村。